# Andrzej Kozłowski
Andrzej Kozłowski (Kiev, 29 giugno 1968) è un ex sollevatore polacco campione europeo a Varsavia nel 1995, che gareggiò nella categoria dei pesi medi.

## Biografia
Nato a Kiev, acquisì la cittadinanza polacca nel 1992.

## Carriera
Da juniores, gareggiando per l'Ucraina, vinse due medaglie di bronzo ai campionati mondiali ed europei di Atene nel 1988.
Militò nella Budowlanych Opole, vincendo per sette volte (1992–1995, 1997, 1999 e 2003) i campionati polacchi, giungendo una volta secondo nel 2001.
A livello internazionale, vinse una medaglia d'oro e tre medaglie di bronzo ai campionati europei tra il 1993 e il 2003. Partecipò ai Giochi olimpici di Barcellona nel 1992, piazzandosi al quarto posto.